# کوکیمبو
کوکیمبو (به اسپانیایی: Coquimbo) یک شهر و شهرستان‌های شیلی در شیلی است که در Elqui Province واقع شده‌است. کوکیمبو ۱٬۴۲۹٫۳ کیلومترمربع مساحت و ۲۰۰٬۱۱۷ نفر جمعیت دارد و ۱۵ متر بالاتر از سطح دریا واقع شده.

## خواهرخوانده
شهرهای البلنگ، سان خوآن، آرژانتین و گوادالوپ، زاکاتکاس خواهرخوانده‌های کوکیمبو هستند.

## نگارخانه

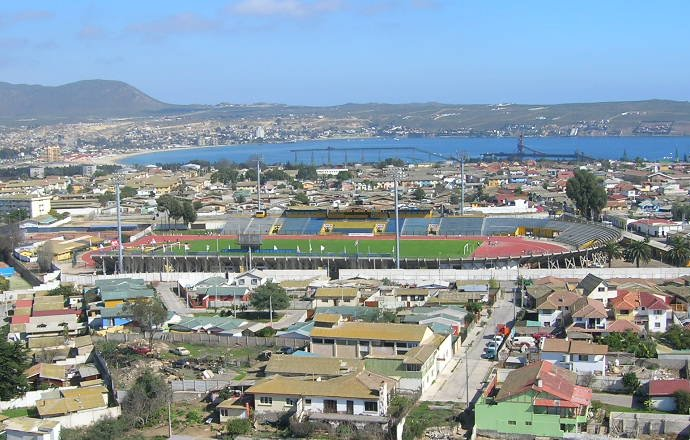
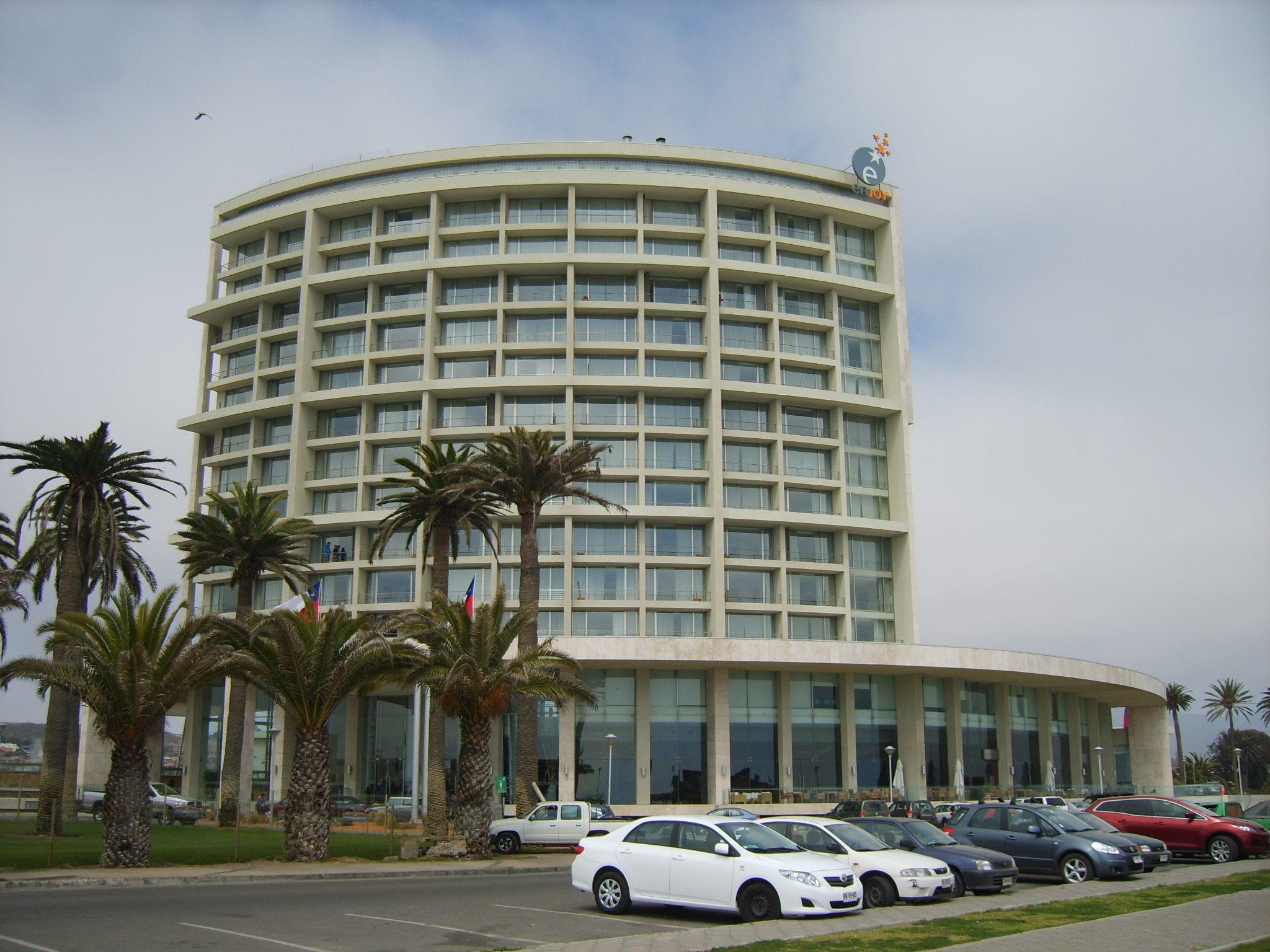
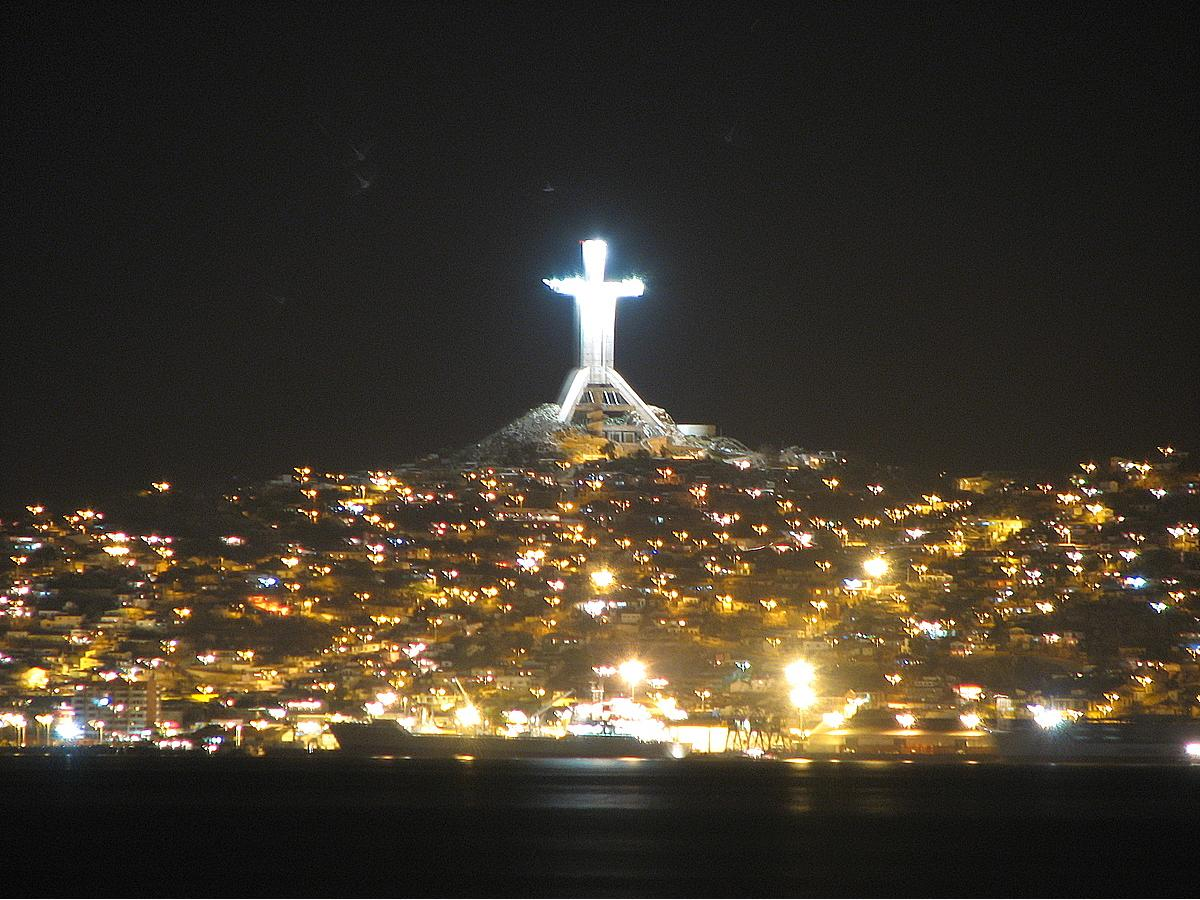
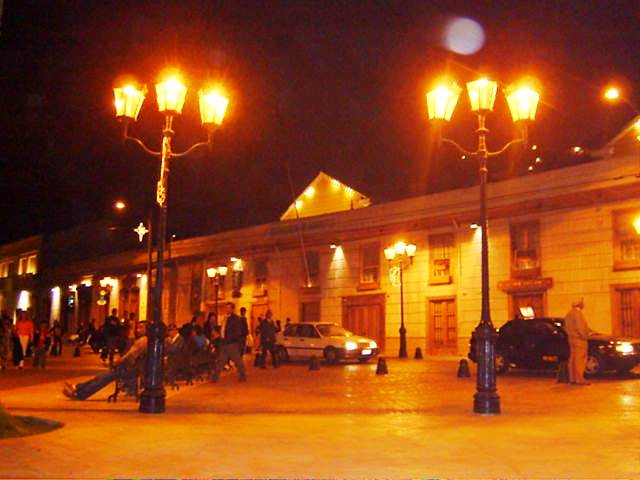
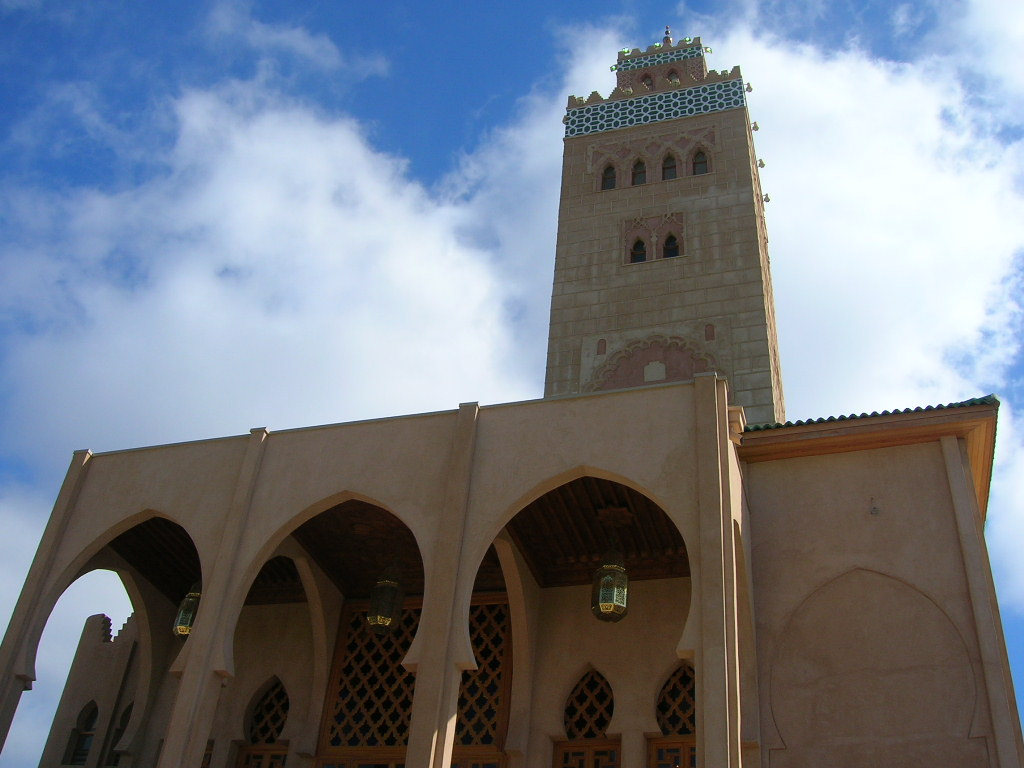
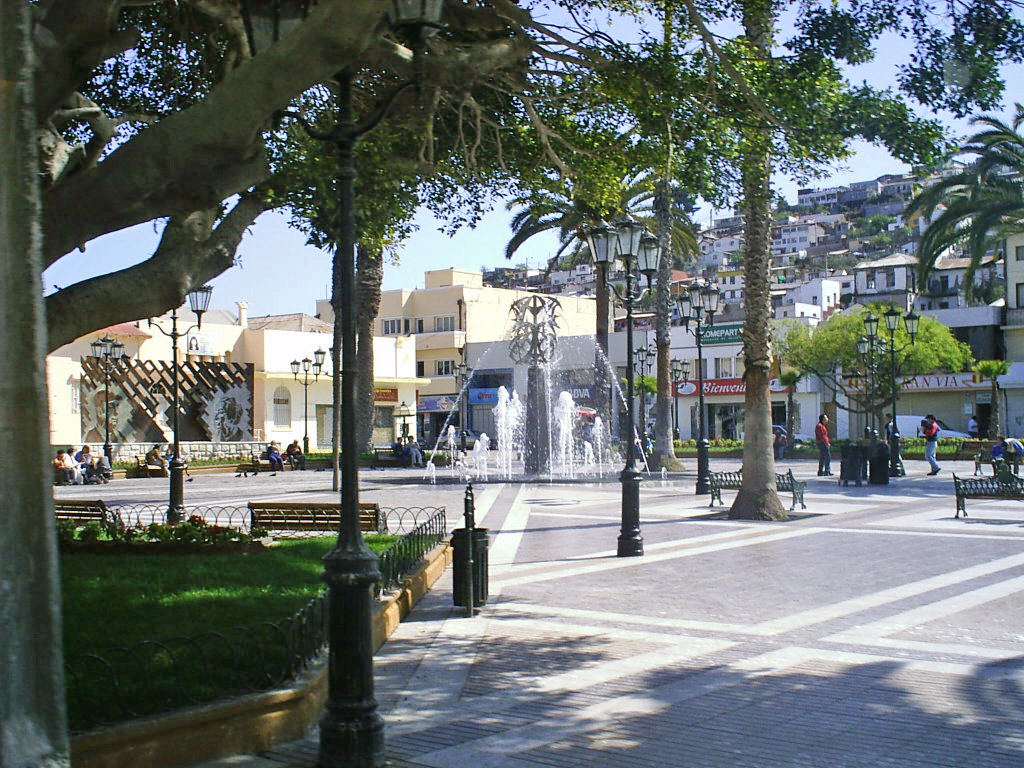